# Tadeusz Sitek
Tadeusz Sitek (ur. 12 sierpnia 1918 w Rossosze, zm. 26 czerwca 1987 w Łodzi) – polski polityk ruchu ludowego, poseł na Sejm PRL III, IV i V kadencji.

## Życiorys
Syn Józefa i Anieli. Uzyskał wykształcenie wyższe, z zawodu ekonomista. W 1936 wstąpił do Związku Młodzieży Wiejskiej RP „Wici”, od 1937 do 1939 był tam sekretarzem zarządu koła. Podczas okupacji niemieckiej założył spółdzielnię spożywców w Zagórzu, a także był łącznikiem Gminnej Komendy Batalionów Chłopskich oraz kolportował w latach 1941–1944 konspiracyjne pisma BCh i Stronnictwa Ludowego „Roch”. W 1945 wstąpił do „lubelskiego” SL i organizował lokalne struktury tej partii, ZMW RP „Wici”, a także Związku Samopomocy Chłopskiej w gminie Wałowice. W latach 1946–1949 pełnił funkcję przewodniczącego Gminnej Rady Narodowej. Pełnił też szereg funkcji w „Samopomocy Chłopskiej”. W 1949 wraz z SL przystąpił do Zjednoczonego Stronnictwa Ludowego. Pełnił w tej partii wiele funkcji, był m.in. prezesem Wojewódzkiego Komitetu w Łodzi (1960–1971) i członkiem Naczelnego Komitetu (1959–1976). Przez wiele lat pełnił funkcję dyrektora Oddziału Wojewódzkiego Zakładu Ubezpieczeń Społecznych w Łodzi.
Był radnym Powiatowej Rady Narodowej w Rawie Mazowieckiej, a także Wojewódzkiej Rady Narodowej w Łodzi, w której prezydium zasiadał w latach 1958–1961. W 1961, 1965 i 1969 uzyskiwał mandat posła na Sejm PRL – kolejno w okręgach Kutno, Pabianice i Piotrków Trybunalski. Przez trzy kadencje zasiadał w Komisji Wymiaru Sprawiedliwości.
Pochowany wraz z Władysławą Sitek (1920–2011) na cmentarzu komunalnym Doły w Łodzi (VI/4/16).

## Odznaczenia
- Order Sztandaru Pracy II klasy
- Krzyż Komandorski Orderu Odrodzenia Polski
- Krzyż Oficerski Orderu Odrodzenia Polski
- Krzyż Kawalerski Orderu Odrodzenia Polski (1955)[2]
- Medal 10-lecia Polski Ludowej (1955)[3]
- Odznaka 1000-lecia Państwa Polskiego
- Medal „Za zasługi dla ruchu ludowego” (1984)[4]
- Honorowa Odznaka miasta Łodzi
- Odznaka Zasłużonego Działacza Spółdzielczego